# The Blue
The Blue는 대한민국의 음악 그룹이다. 손지창과 김민종으로 이루어진 남성 2인조 듀오 음악 그룹으로 1992년 1집 앨범 《The Blue - New Release》로 데뷔하여 많은 사랑을 받고 이후 1995년 2집 앨범 《The Blue》를 발매하였다. 이후 각각 개별 활동하다가 2009년 리메이크와 신곡이 섞인 EP 앨범 《The Blue, The First Memories》를 발매하여 14년 만에 가요계에 컴백했다.

## 앨범

### 정규 앨범
- 《1집 - The Blue - New Release》 (1992년 12월)
  - 정규 앨범이지만 4곡이 수록되어 있다. 잘 알려진 너만을 느끼며가 수록되어 있다.
- 《2집 - The Blue》 (1995년 2월)

### 기타
- 《느낌 O.S.T》 - 그대와 함께 (1994년 8월 2일)
- 《The Blue, The First Memories: 미니앨범》 (2009년 5월)
  - 《너만을 느끼며》 리메이크 버전 외 5곡이 수록되어 있다. 소녀시대의 멤버 티파니와 수영이 피쳐링했다.

## 같이 보기
- SM 엔터테인먼트